# Frederick Lorz
Frederick Lorz, dit Fred Lorz, né à New York le 5 juin 1884 et mort le 4 février 1914 dans cette même ville, est un athlète américain spécialiste du marathon. Il a notamment remporté le marathon de Boston en 1905 et reste célèbre pour avoir triché lors du marathon des Jeux olympiques de 1904, organisés à Saint-Louis.

## Biographie
Fred Lorz nait à New York. Il s'entraîne à la course la nuit en parallèle de sa profession de maçon.
Le 6 août 1904, la Metropolitan Association de l'Amateur Athletic Union publie dans le New York Times une annonce portant sur l'organisation d'une course spéciale de 5 miles au Celtic Park le 13 du mois. Cette course est qualificative pour le marathon des Jeux de 1904 : les huit premiers se voient offrir un voyage payé pour se rendre à Saint-Louis. Représentant le Mohawk Athletic Club, Lorz est l'un des 19 participants probables à la course.
Il se qualifie au marathon des Jeux de 1904, qui bénéficie de très peu d'attention, car l'exposition universelle de 1904 a lieu au même moment, au même endroit et attire l'intérêt médiatique. Le marathon aux Jeux olympiques de 1904 voit bien quelques marathoniens de haut niveau, mais beaucoup de participants n'ont jamais couru sur une aussi longue distance. Entre autres, on compte des participants grecs qui n'ont jamais fait de marathon, deux hommes ramenés d'Afrique du Sud pour être exposés dans un zoo humain qui arrivent pieds nus sur la ligne de départ et le Cubain Andarín Carvajal, venu à pied de la Nouvelle-Orléans après avoir perdu tout son argent au jeu.
Les conditions de courses sont rudes : la chaleur est extrême, les approvisionnements en eaux rares et de la poussière est soulevée au passage des automobiles des juges de course,. Après avoir couru près de 15 kilomètres en deuxième place, Lorz arrête de courir, incapable d'avancer à cause de crampes,. C'est alors qu'il monte dans la voiture d'un spectateur qui l'amène à moins de 10 km de l'arrivée. Soulagé de ses crampes, Lorz termine facilement la course en première position, bien que certains spectateurs l'aient vu descendre de la voiture et dénoncé. Alors que la fille du président Roosevelt, Alice Roosevelt, s'apprête à lui remettre le trophée de vainqueur, la supercherie est mise au jour. Thomas Hicks, qui gagne finalement la course, affirme avoir effectué toute la course en tête sans jamais avoir été doublé. Lorz est alors contraint de quitter le stade olympique sous les huées du public et affirme, souriant, qu'il n'a jamais voulu de médaille et s'est contenté de faire une « blague » à ses concurrents.
Lorz est alors banni à vie par l'AAU, mais est rapidement autorisé à courir de nouveau après excuses ; il gagne le marathon de Boston en 1905 avec un temps de 2 h 38 min 25 s,.
Il est de nouveau suspendu par l'AAU en 1905 pour avoir pris part aux jeux du Thomas Jefferson Club (Long Island). Alors qu'il aurait dû attendre deux ans avant de pouvoir participer à des courses de l'AAU, il se rend au marathon de Chicago en 1906 et termine quatrième. Il arrive deuxième au marathon de Yonkers en 1907, septième à Boston en 1908, sixième à l'Empire City Marathon en 1909 et deuxième à Boston une dizaine de jours plus tard.
Il meurt à 29 ans le 4 février 1914 après une opération de l'appendicite au Fordham Hospital (en) de New York, bien que d'autres sources évoquent une mort par pneumonie.